# Pandas (software)
Em programação de computadores, pandas é uma biblioteca de software criada para a linguagem Python para manipulação e análise de dados. Em particular, oferece estruturas e operações para manipular tabelas numéricas e séries temporais. É software livre sob a licensa licença BSD. O nome é derivado do termo inglês "panel data"(dados em painel), um termo usado em estatística e econometria para conjunto de dados que incluem várias unidades amostrais (indivíduos, empresas, etc) acompanhadas ao longo do tempo.

## Características
- Uso do objeto "DataFrame" para manipulação de dados, com indexação integrada.
- Ferramentas para ler e escrever dados entre diferentes estruturas de dados e formatos de arquivo.
- Alinhamento de dados e manipulação de dados ausentes.
- Reformatação e pivoteamento de matrizes (dados).
- Divisão (slicing), fancy indexing, e subsettingde grandes conjuntos de dados.
- Inserir e deletar colunas em conjuntos de dados.
- Ferramentas para fundir(merging) ou juntar(join) conjuntos de dados.
- funcionalidade para séries temporais (time series): Geração de intervalo de datas(date range)[4] e conversão de frequência, estatística móvel, regressão linear, entre outras.
- Filtração e limpeza de dados.

Altamente otimizada para performance, a biblioteca pandas tem fortes bases nas linguagens Cython e C.

## Dataframes
Pandas é principalmente usado para machine learning(aprendizado de máquina), pela facilidade que o objeto dataframes oferece. Pandas permite a importação de diferentes formatos de arquivo, como csv e excel, para a leitura em dataframes. Também permite diversas operações de álgebra relacional, como projeção, junção, e concatenação, e também funções de limpeza, como por exemplo o preenchimento, substituição ou inserção de valores nulos (null).

### Indexando DataFrames
Existem várias maneiras de indexar um DataFrame do Pandas. Uma das maneiras mais fáceis de fazer isso é usando a notação de colchetes.
No exemplo abaixo, você pode usar colchetes para selecionar uma coluna do DataFrame de carros. Você pode usar um colchete único ou duplo. O suporte único produzirá uma série Pandas, enquanto um suporte duplo produzirá um DataFrame Pandas. 
```
# Import pandas and cars.csv
import pandas as pd
cars = pd.read_csv('cars.csv', index_col = 0)

# Print out country column as Pandas Series
print(cars['cars_per_cap'])

# Print out country column as Pandas DataFrame
print(cars[['cars_per_cap']])

# Print out DataFrame with country and drives_right columns
print(cars[['cars_per_cap', 'country']])

```

### Funções

#### Fusão de DataFrames
Para realizar a mesclagem de objetos (estruturas de dados - Dataframes) utilizados ao programar em Python, utilizando a biblioteca para análise de dados Pandas, é necessário que suas estrutura de dados possuam pelo menos uma coluna em comum com dados equivalentes ou iguais. A função pd.merge() do Pandas, se baseia em verificar se um determinado registro de uma coluna do Dataframe  X é igual a do Dataframe Y e, caso sejam as demais colunas do registro se unem para formar uma nova estrutura com todas as informações identificadas naquela linha. Vale ressaltar que, essa mescla de informações é feita de maneira automatizada no objeto como um todo, sem a necessidade de iteração entre as linhas do Dataframe.

#### Exemplo de uso
```
# Importação da biblioteca

import
 
pandas
 
as
 
pd

#Exemplo de Criação de dois DataFrames

df1
 
=
 
pd
.
DataFrame
({
'Coluna'
:
 
[
'1'
,
 
'2'
,
 
'3'
,
 
'4'
],

                    
'Valor1'
:
 
[
'A'
,
 
'C'
,
 
'E'
,
 
'G'
]})

df2
 
=
 
pd
.
DataFrame
({
'Coluna'
:
 
[
'1'
,
 
'2'
,
 
'3'
,
 
'4'
],

                    
'valor2'
:
 
[
'B'
,
 
'D'
,
 
'F'
,
 
'H'
]})

                    

# Aqui atribuímos ao DataFrame (df3) a mesclagem dos DataFrames df1 e df2

df3
 
=
 
pd
.
merge
(
df1
,
df2
,
on
=
'Coluna'
,
 
how
=
'left'
)

#Print do resultado da mescla da operação

df3

```

## História
O desenvolvedor Wes McKinney começou a desenvolver a Pandas em 2008, enquanto trabalhava na empresa AQR Capital Management. A ideia veio quando ele percebeu a necessidade de uma ferramenta flexível e de alta performance para realizar análise quantitativa em dados financeiros. Antes de deixar a AQR, Wes conseguiu convencer a direção da empresa a permití-lo liberar a biblioteca como open-source.
Outro funcionário da AQR, o desenvolvedor Chang She, se tornou em 2012 o segundo maior contribuidor para a biblioteca Pandas.